# موگلیتستال
موگلیتستال (به آلمانی: Müglitztal) یک شهر در آلمان است که در Verwaltungsgemeinschaft Dohna-Müglitztal واقع شده‌است. موگلیتستال ۲٬۲۰۵ نفر جمعیت دارد.